# 赵华林
赵华林（1957年7月—），男，汉族，河北张家口人，中华人民共和国政治人物，曾任国有重点大型企业监事会主席，现任国务院国有资产监督管理委员会副部长级干部。